# Art Blakey

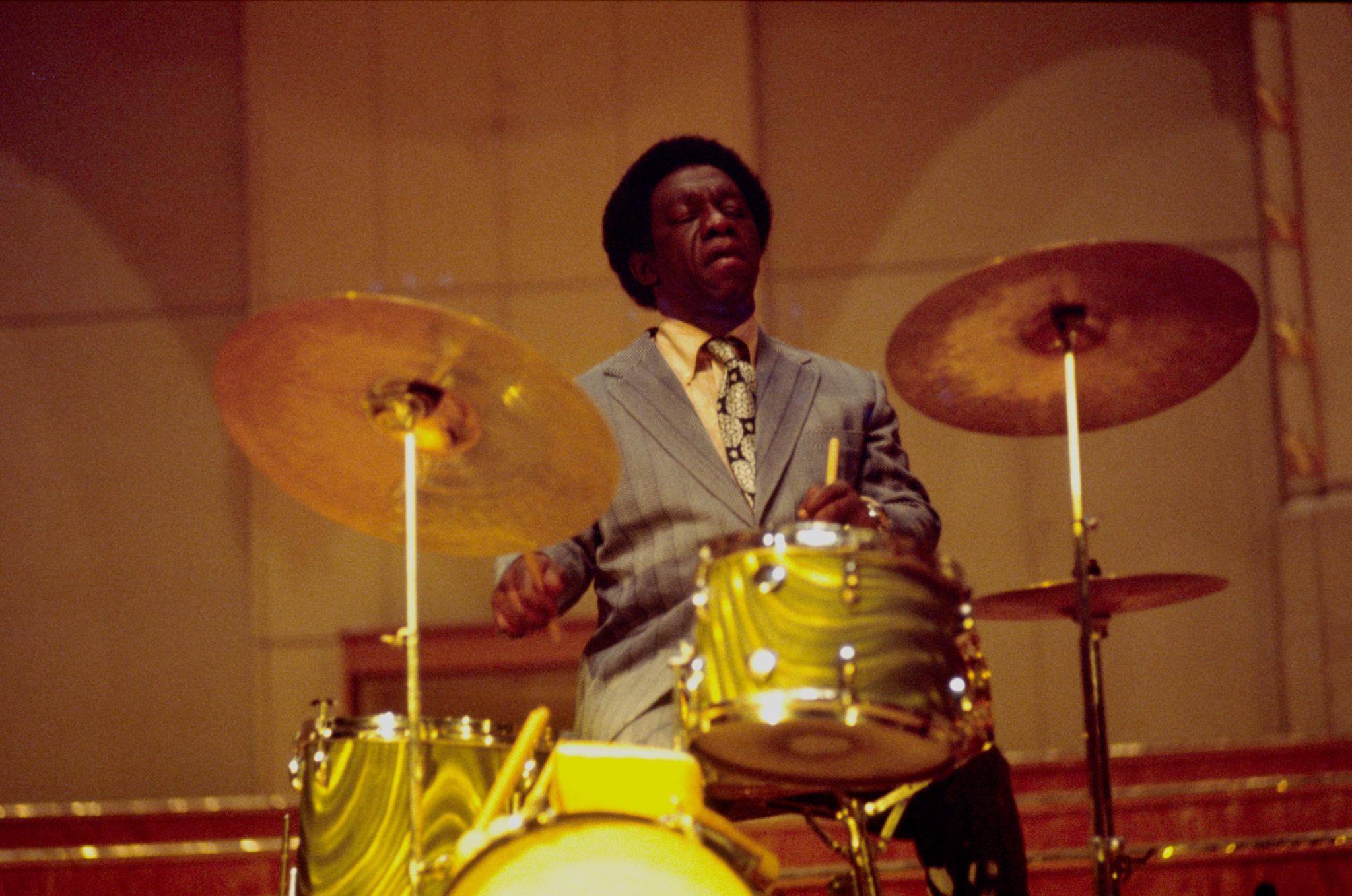
Art Blakey, 1973 in Hamburg

Arthur William „Art“ Blakey (auch: Abdullah Ibn Buhaina; * 11. Oktober 1919 in Pittsburgh, Pennsylvania; † 16. Oktober 1990 in New York) war ein US-amerikanischer Jazz-Schlagzeuger und Bandleader. Mit seinem unvergleichlichen Stil gehört er zu den wichtigsten Wegbereitern des modernen Schlagzeugspiels unserer Tage.

## Leben

### Anfänge
Art Blakey arbeitete zunächst im Bergbau. Musikalisch begann er als autodidaktischer Pianist, bis er in seiner eigenen Band von Erroll Garner abgelöst wurde. Daraufhin wandte er sich dem Schlagzeug zu. In den 1940er Jahren war Art Blakey Schlagzeuger in den Bands von Mary Lou Williams und Fletcher Henderson.

### Billy Eckstine und Miles Davis
Im Jahr 1944 schloss sich Art Blakey der neugegründeten Bigband von Billy Eckstine an. Im Sommer 1944 spielten Billy Eckstine and His Orchestra in East St. Louis, Illinois, wo sie in der Besetzung Charlie „Yardbird“ Parker, Dizzy Gillespie, Buddy Anderson, Gene Ammons, Lucky Thompson und Art Blakey auftraten. Ihr Zusammenspiel begeisterte den gerade erst 18-jährigen Miles Davis so sehr, dass er fortan nichts anderes mehr hören wollte. Während seiner Zeit bei Billy Eckstine herrschte ein Aufnahmeboykott seitens der Musikergewerkschaften, weshalb frühe Aufnahmen aus dieser Zeit rar sind. Das gilt für alle Bopper.
Als Billy Eckstine seine Band 1947 auflöste, reiste Art Blakey nach Afrika, wo er die nächsten zwei Jahre verbrachte. Während seiner Afrikareise konvertierte er zum Islam, wurde Anhänger der Ahmadiyya Muslim Gemeinde und nahm für einige Zeit den muslimischen Namen Abdullah Ibn Buhaina an. Art Blakeys musikalische Erfahrungen in Afrika schlugen sich später in Stücken wie Message from Kenya, Abdallah's Delight, Africaine, Afrique und seinen polyrhythmischen Schlagzeugsoli nieder. Weitere Beispiele sind die Alben Holiday for Skins Vol. 1 und Holiday for Skins Vol. 2.
Nach seiner Rückkehr in die USA spielte Art Blakey in vielen Bands und als Begleiter herausragender Solisten, zum Beispiel von Fats Navarro, Thelonious Monk und Miles Davis. Zusammen mit Sonny Rollins, Kenny Drew, Percy Heath und Jackie McLean spielte Art Blakey 1951 im Birdland in der Band von Miles Davis, wovon die Plattenaufnahme Miles Davis At Birdland 1951 zeugt. Ebenfalls für Miles Davis entstand das Blue Note-Album Miles Davis Volume 2 (BLP 5022), für das Art Blakey während einer Session 1953 einen jungen und unbekannten Pianisten hinzuzog: Horace Silver.
Ab 1949 gehörte Blakey zur sogenannten Sugar-Hill-Harlem-Clique, die sich um den Tenorsaxophonisten Sonny Rollins gebildet hatte. In diesem Umfeld und unter dem Eindruck von Charlie Parker, Fats Navarro und Freddie Webster wurde Art Blakey heroinabhängig. Miles Davis dazu in seiner Autobiographie: „Ein paar von den jüngeren Typen wie Dexter Gordon, Tadd Dameron, Art Blakey, J. J. Johnson, Sonny Rollins, Jackie McLean und ich selbst fingen ungefähr zur selben Zeit an, schwer auf Heroin abzufahren.“

### Art Blakey & the Jazz Messengers
1955 gründete Blakey zusammen mit Horace Silver eine eigene Combo, die Hard-Bop-Band The Jazz Messengers. Blakey und Silver blieben aber auch weiterhin als Begleitmusiker aktiv und spielten beispielsweise auf Kenny Dorhams Album Afro-Cuban und dem Debütalbum des Trompeters Clark Terry. Silver stieg bereits 1956 wieder aus und überließ Blakey den Bandnamen, so dass aus „Horace Silver & the Jazz Messengers“ nun „Art Blakey & the Jazz Messengers“ wurden.
Art Blakey erwartete von seinen jeweiligen Bandmitgliedern, dass sie ihren Beitrag zum Repertoire der Gruppe leisteten. So stammen die bekanntesten Messengers-Stücke Moanin' und Dat Dere aus der Feder des Pianisten Bobby Timmons und Blues March von Benny Golson.
1959 spielte Blakey mit den Jazz-Messengers (Bobby Timmons, Jymie Merritt, Barney Wilen, Lee Morgan) die Musik zu dem Film Les Liaisons dangereuses von Roger Vadim ein.
Einen Großteil seiner Alben als Einzelkünstler oder mit den Jazz Messengers veröffentlichte Art Blakey auf Blue Note Records. Um die Alben zu promoten, brachte Blue Note gängige Titel gern in zwei Teile gesplittet als 45er-Singles heraus. Diese wurden zwar selten im Radio gespielt, aber fanden durch die Jukebox landesweit Verbreitung. So gelangten einige Jazz-Nummern in die R&B-Charts. Art Blakey gehörte neben dem Organisten Jimmy Smith, dem Trompeter Donald Byrd und dem Saxophonisten Lou Donaldson dank der Singles zu den einträglichsten Künstlern des Plattenlabels. Art Blakey: „Die allererste 45er-Single, die Alfred herausbrachte, war eine von meinen Aufnahmen (Nothing But Soul/Message From Kenya). Sie veröffentlichten auch so einiges von den Jazz Messengers. Beinahe alles vom Big Beat-Album kam als Single raus (...) Dat Dere ist sicherlich die Nummer, an die sich die meisten erinnern werden. So kam ich rum in der Welt... Paris... Tokio... Berlin.“
Die geschlossensten Formationen aus dieser Zeit (späte 50er / frühe 60er) waren diejenigen mit den Trompetern Lee Morgan und Freddie Hubbard, den Tenorsaxophonisten Benny Golson und Wayne Shorter, den Pianisten Horace Silver, Bobby Timmons und Cedar Walton. Zu Beginn der 1960er Jahre wurden die Messengers außerdem durch die Hinzunahme des Posaunisten Curtis Fuller gelegentlich zum Sextett erweitert.
In den 1970ern gab es die innovative Kombination mit Valery Ponomarev, Bobby Watson und Walter Davis Jr., die nicht gut dokumentiert ist (Jodi) (Roulette). Die 1980er brachten die letzte Phase der Band, mit auch später sehr umtriebigen Mitgliedern. Das sind Wynton Marsalis, Terence Blanchard, Jean Toussaint, Bill Pierce, Donald Harrison, James Williams, Geoff Keezer, Mulgrew Miller, Lonnie Plaxico.
Blakey starb 1990 an Lungenkrebs.

## Stil

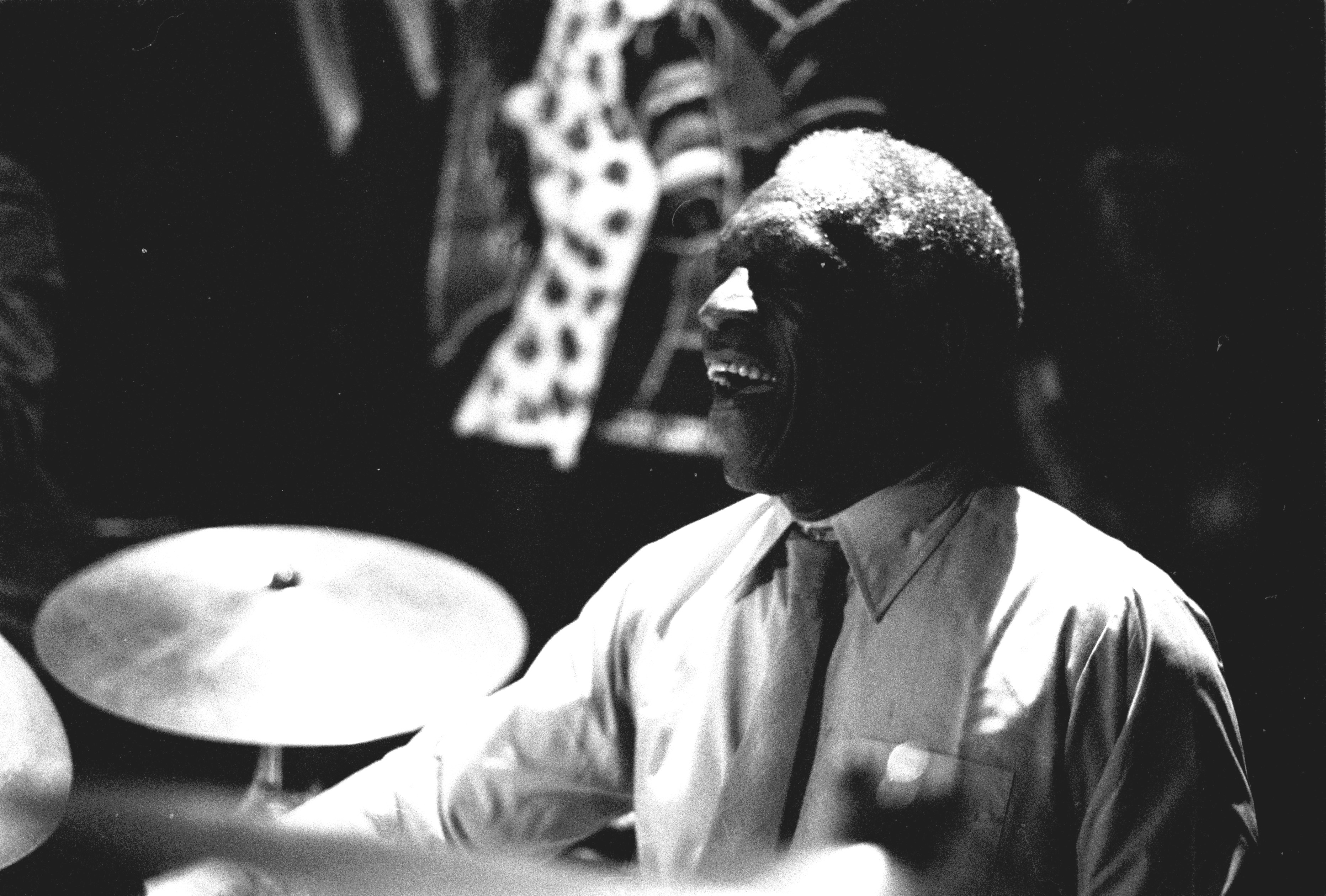
Blakey während eines Konzerts 1985

Blakeys Stil wurde geprägt durch Kenny Clarke, der in der Bebop-Ära den Grundrhythmus von der Basstrommel auf die Becken verlegte und die tiefe Trommel für Akzente benutzte. Diese Art der Rhythmisierung wurde soweit getrieben, dass im Schlagzeugspiel teilweise gar kein Grundrhythmus mehr auszumachen war. Blakey benutzte aber weiterhin die Basstrommel in einer erdigen Betonung, die aus dem Swing stammte, als noch der Grundrhythmus, oft schlicht als vier Viertel, auf der Basstrommel gespielt wurde, hat sich aber von den Beschränkungen im Swingstil völlig befreit. Nach Aussage von Max Roach besaß Blakey eine Unabhängigkeit aller vier Gliedmaßen am Schlagzeug, die den Klang seiner polyrhythmischen Spielweise immer erkennbar macht. Oft hört man von ihm Presswirbel zu Beginn eines neuen Chorus und als Anfeuerung des jeweiligen Solisten, den er energisch begleitet. Er spielte oft polyrhythmische Schlagzeugeinleitungen zu seinen Stücken.

## Stimmen von Kollegen
“Art Blakey is one of the great jazz drummers of all time … Art always gave one hundred percent of himself to the audience. I’ve seen him when he was sick or when he had hung out for three days gettin’ high and hardly had any sleep. But he always gave one hundred percent of himself when he got on the bandstand. We used to refer to him as the ‚Little Dynamo‘.”

„Art Blakey ist einer der größten Jazz-Schlagzeuger aller Zeiten … Art gab immer hundert Prozent von sich fürs Publikum. Ich habe ihn gesehen, als er krank war oder als er drei Tage lang high war und kaum geschlafen hatte. Aber er gab immer hundert Prozent, wenn er auf der Bühne stand. Wir nannten ihn immer den ‚kleinen Dynamo‘.“

## Auszeichnungen
Art Blakey erhielt die Jazz Masters Fellowship für das Jahr 1988. Die mit 25 000 US-Dollar dotierte Anerkennung der staatlichen NEA-Stiftung ist die höchste Auszeichnung für Jazzmusiker in den USA.
- 1996: Down Beat Jazz Hall of Fame

## Diskografie (Auswahl)
- 1946–47: Goin’ to Minton’s (Savoy), mit Fats Navarro, Sonny Stitt, Tadd Dameron, Bud Powell und Kenny Clarke.
- 1946/47: Nostalgia (Savoy), mit Fats Navarro, Eddie Lockjaw Davis, Dexter Gordon, Al Haig
- 1954: A Night at Birdland (Blue Note), mit Clifford Brown (tp), Lou Donaldson (as), Horace Silver (p), Curley Russell (b)
- 1955: At the Cafe Bohemia, Vol. 1 & 2 (Blue Note), mit Kenny Dorham (tp), Hank Mobley (ts), Horace Silver (p), Doug Watkins (b)
- 1956–1957: The Drum Suite (Columbia), mit Ray Bryant (p), Oscar Pettiford (b), Jo Jones (d), Specs Wright (tymp), Candido (cga), Sabu Martinez (bgo) bzw. Hardman, McLean, Dockery, DeBrest
- 1957: Ritual (Blue Note), mit Bill Hardman (tp), Jackie McLean (as), Sam Dockery (p), Spanky DeBrest (b)
- 1957: Orgy in Rhythm, Vol. 1 & 2 (Blue Note), mit Ray Bryant (p), Jo Jones (dr, perc), Herbie Mann (fl), Wendell Marshall (b), Sabu Martinez (perc, voc), Ubaldo Nieto (perc), Evilio Quintero (perc), Arthur Taylor (dr), Carlos „Patato“ Valdes (perc), Specs Wright (dr, perc)
- 1957: Art Blakey’s Jazz Messengers with Thelonious Monk (Atlantic), mit Bill Hardman (tp), Johnny Griffin, Spanky DeBrest
- 1958: Moanin’ (BST 84003) mit Lee Morgan (tp), Benny Golson (ts), Bobby Timmons (p), Jymie Merritt (b).
- 1958: A Message from Blakey: Holiday for Skins, Vol. 1 & 2 (BLP 4004/4005).
- 1959: Les Liaisons Dangereuses 1960 (Fontana), Soundtrack mit Barney Wilen.
- 1959: Just Coolin’ (Blue Note, ed. 2020)
- 1960: The Big Beat (BST 84029), mit Lee Morgan (tp), Wayne Shorter (ts), Bobby Timmons (p), Jymie Merritt (b).
- 1960: A Night in Tunisia (BST 84049), mit Lee Morgan (tp), Wayne Shorter (ts), Bobby Timmons (p), Jymie Merritt (b).
- 1961 (1970): Roots & Herbs (BST 84347)
- 1961 (1968): The Witch Doctor (BST 84258)
- 1961: Art Blakey!!!!! Jazz Messengers!!!!! (Impulse!) mit Wayne Shorter (ts), Lee Morgan (tp), Curtis Fuller (pos), Bobby Timmons (p), Jymie Merritt (b).
- 1961: Mosaic (BST 84090) mit Freddie Hubbard, Curtis Fuller, Wayne Shorter, Cedar Walton, Jymie Merritt.
- 1962: Caravan (RLP 438) mit Freddie Hubbard, Curtis Fuller, Wayne Shorter, Cedar Walton, Reggie Workman.
- 1963: A Jazz Message (Impulse!), mit Sonny Stitt (as), McCoy Tyner (p), Art Davis (b).
- 1964: Free for All (BST 84170), mit Freddie Hubbard, Curtis Fuller, Wayne Shorter, Cedar Walton, Reggie Workman.
- 1966: Buttercorn Lady, Livealbum vom The Lighthouse Jazz Club 1966, mit Keith Jarrett
- 1969: The Witch Doctor (Blue Note, BST 84258)
- 1984: New York Scene (Concord), mit Terence Blanchard (tp), Donald Harrison (as), Jean Toussaint (ts), Mulgrew Miller (p), Lonnie Plaxico (b).
- 1985: Live at Kimbals (Concord), Besetzung wie 1984.
- 2021: First Flight to Tokyo: The Lost 1961 Recordings (Blue Note)

### Sammlung
- The Complete Blue Note Recordings or Art Blakey's 1960 Jazz Messengers (1960-1961) - (Mosaic 1992)- 9 LPs oder 6 CDs mit Lee Morgan, Wayne Shorter, Bobby Timmons, Jymie Merritt, Walter Davis Jr.[9]

## Filmografie
- 1965 Live in ’65 (DVD)
- 1983 Jazz at the Smithsonian
- 1986 At Ronnie Scott’s London (Video, DVD als  Live from Ronnie Scott’s 2003)
- 1995 The Jazz Messenger (Video/DVD)
- 1998 Art Blakey’s Jazz Messengers
- 2001 Jazz Life, Vol. 2
- 2003 Modern Jazz at the Village Vanguard
- 2004 Live at Village Vanguard

### Musikbeispiele
- Art Blakey Quintet: Split Kick (Live) auf YouTube
- Art Blakey & The Jazz Messengers: Moanin' auf YouTube
- Art Blakey & The Jazz Messengers: Invitation auf YouTube
- Art Blakey & The Jazz Messengers: Dat Dere auf YouTube